# Mše pro děti
Mše pro děti jsou uzpůsobeny tak, aby se jich mohly zúčastnit celé rodiny. Konají se většinou pouze ve větších či živějších farnostech, a to často jen mimo období hlavních prázdnin (tj. mimo července a srpna). V některých kostelích bývají ve všední dny, ve větších farnostech bývá i samostatná nedělní mše.
Dětská mše mívá nejčastěji kázání určené dětem, někdy jsou mírně upraveny některé části liturgie tak, aby byla pochopitelnější pro děti. Mezi používané prostředky patří například přítomnost dětí kolem oltáře při části obětování. Často bývá přizpůsoben výběr hudby, podobně, jako u tzv. kytarovek (mší s doprovodem kytarové hudby).
V některých kostelích bývá pouze část kázání pro děti, leckdy vedené někým z laiků. Poté obvykle následuje během kázání pro dospělé tvořivý program nebo katecheze (obdoba nedělní školy v protestantských církvích.)